# Anton Dachler
Anton Dachler (* 17. Jänner 1841 in Biedermannsdorf; † 31. Oktober 1921 in Wien) war ein österreichischer Bautechniker und Historiker.
Dachler wurde 1841 als Sohn eines Müllers geboren, wirkte später als Ingenieur in ganz Österreich.
Seit 1892 war er Vorstand der Hochbauabteilung der Kaiser Ferdinands-Nordbahn.

## Werke
- Das Bauernhaus in Niederösterreich und sein Ursprung, 1897
- Karte der österreichischen Bauernhausformen, 1909
- Technische Hochschulen und Ingenieure, 1911